# Такума Сато
Такума Сато е пилот от Формула 1. Роден е на 28 януари 1977 в Токио.
Дебютира през 2002 година за тима на Джордан Гранд При, следва преминаване в БАР Хонда, а от 2006 година кара за Супер Агури Формула 1.

## Кариера преди Формула 1
Необичайно за японец, Такума има много кратка кариера в родната си страна. През 1996 година започва с картинга, а само след две години се мести в Англия, за да се включи в Европейския картинг шампионат. През 1998 и 1999 се състезава на континента, а в края на 1999 участва в британската Формула 3. В следващите две години не изпуска нито едно състезание там и завършва трети през 2000, а през 2001 става шампион. За тези две години има 16 победи, включително международните състезания на Спа-Франкоршамп, Зандворт и Макао.

## Формула 1

### Сезон 2002
Кариерата на Сато във Формула 1 започва през 2002 г. в екипа на Джордан, чийто доставчик на двигатели са Хонда. Веднага се вижда, че японецът е много бърз, но и непостоянен и силно предразположен към катастрофи. Най-страшната от тях е по време на Гран при на Австрия, когато (вероятно по вина на Хайдфелд) се сблъсква с Ник Хайдфелд от отбора на Заубер. Тогава японецът не успява няколко минути да излезе от колата, понеже е заклещен и получава леко сътресение. Сезонът все пак завършва добре за него, понеже успява да вземе 2 точки, финиширайки пети в домашното си състезание на пистата Судзука.

### Сезон 2003
През следващия сезон Такума Сато кара като тест-пилот в отбора БАР, но излиза на пистата в състезанието в Япония на мястото на Жак Вилньов и отново успява да влезе в зоната на точките, завършвайки шести.

### Сезон 2004
Това е най-силният сезон в кариерата на японеца. Той вече има титулярно място в отбора на БАР и редовно се класира в точките. Върхът е, когато в Голямата награда на САЩ завършва трети – едва вторият японец (след Агури Сузуки през 1990), който прави това. Забележително е и второто му място на старта на Гран при на Европа, където по-бърза квалификационна обиколка прави единствено Михаел Шумахер. Успехите му обаче са съпътствани от изключително много повреди по колата, най-вече по мотора. Липсата на такива при съотборника му Дженсън Бътън, навежда на мисълта, че стилът на каране на Сато е причина за толкова проблеми в двигателите. В боксовете се чува слуха, че Хонда тестват в колата на Сато различни нови части, но тези слухове така и никога не се потвърждават. Така или иначе Такума завършва сезона с респектиращите 34 точки, които го пращат на 8-о място, помагайки в голяма степен за уникалната втора позиция на отбора в крайното класиране.

### Сезон 2005
БАР задържат пилота и през следващата година, но вече не могат да му предложат толкова добра кола. Освен това пред Сато се изправят някои непредвидени пречки – например разболява се преди състезанието в Малайзия, което го принуждава да пропусне старта. После целият отбор е дисквалифициран в Сан Марино. Преди състезанието в Турция получава ултиматум от отбора или да се представя по-добре или ще бъда заменен. В квалификацията за същото състезание попречва на Марк Уебър в неговата летяща обиколка и за наказание е изпратен да стартира последен. Грешките продължават. В японската гран при, домашното състезание за Такума, където има най-голяма нужда и шанс за добро предсдтавяне, той е дисквалифициран, понеже причинява сблъскване с Ярно Трули. Така в края на сезона японският пилот има само една точка, която му отрежда последното 24 място от пилотите с точки. За сравнение съотбърникът му Бътън спечелва 37 точки и 9-а позиция в генералното класиране. кариерата му в БАР завършва, когато за следващия сезон са обявени пилотите Дженсън Бътън и Рубенс Барикело. Единствената надежда за пилота е новоизлюпеният тим Супер Агури.

### Сезон 2006
Сезонът не може да се окачестви като добър, въпреки че никой не е имал високи очаквания от новия отбор Супер Агури. Непостоянното каране на Сато продължава, а единственото забележително състезание е това в Бразилия, където успява да влезе в десетката.

### Сезон 2007
Сато остава в Супер Агури, а новият му съотборник се казва Антъни Дейвидсън. В първото състезание за сезона – Голямата награда на Австралия японецът успява да даде 10-о време в квалификацията, което е най-доброто постижение в историята на отбора. В Гран при на Испания Сато финишира 8-и, носейки първата точка на Супер Агури откакто съществува отбора. Най-големият му успех в Супер Агури обаче е в състезанието в Канада, където с добро каране Такума изпреварва Кими Райконен, Ралф Шумахер и световния шампион Фернандо Алонсо и така финишира 6-и.